# Carfilzomib
Carfilzomib ist ein Arzneistoff aus der Klasse der Proteasom-Inhibitoren und kommt bei bestimmten Patienten mit multiplem Myelom zum Einsatz. Carfilzomib wird unter der Handelsbezeichnung Kyprolis® durch den Hersteller Amgen vertrieben, die Markteinführung in Deutschland erfolgte 2015.

## Chemie und Eigenschaften
Carfilzomib ist eine unpolare, ionisierbare schwache Base und liegt als weißlicher, leicht hygroskopischer und kristalliner Feststoff vor. Im Arzneimittel steht es zusammen mit verschiedenen Hilfsstoffen als Lyophilisat zur Verfügung. Carfilzomib ist ein Tetrapeptid und Epoxyketon, die chemische Struktur weist unter anderem eine Epoxidgruppe und fünf chirale Zentren auf. Die Formulierung als wasserfreies Lyophilisat ist insbesondere darin begründet, dass die Epoxidgruppe des Moleküls in wässriger Lösung degeneriert; daher erfolgt die Herstellung eines Wirkstoffkonzentrats durch Lösen mit sterilem Wasser für Injektionszwecke erst vor der Zubereitung der Infusionslösung. Carfilzomib ist praktisch unlöslich in Wasser, die Löslichkeit steigt jedoch mit sinkendem pH-Wert. Für die Gewährleistung der Löslichkeit im Wasser werden Cyclodextrine (Hexakis- und Heptakis-O-(4-sulfobutyl)cyclo-maltoheptaose-Natriumsalz) eingesetzt.
Carfilzomib ist ein synthetisches Derivat des Naturstoffs Epoxomicin, einer bioaktiven Substanz von Vertretern der Actinomyces.

## Anwendung
Carfilzomib ist als Mittel der zweiten Wahl zur Anwendung bei multiplem Myelom zugelassen. Die Anwendung erfolgt in Kombination mit Lenalidomid und dem Kortikoid und Immunsuppressivum Dexamethason, gegebenenfalls wird auf Lenalidomid verzichtet. Es wird vorausgesetzt, dass zuvor bereits eine andere Therapie angewandt wurde.
Die Anwendung erfolgt als intravenöse Kurzinfusion mit steriler Glucoselösung (5 %) als Trägerlösung. Ein Therapiezyklus entspricht 28 Tage, wobei Carfilzomib-Applikationen an den Tagen  1, 2, 8, 9, 15 und 16 erfolgen. Die Therapiedosis wird anhand der Körperoberfläche berechnet, wobei bei den ersten beiden Applikationen eine reduzierte Dosis eingesetzt wird. Die Dauer der Behandlung richtet sich nach patientenindividuellen Faktoren, kann jedoch prinzipiell bis zum Fortschreiten der Erkrankung oder bis zum Auftreten unzumutbarer Nebenwirkungen fortgeführt werden. Konkrete Angaben zur Dosierung sind der Arzneimittelfachinformation des Herstellers zu entnehmen. Unter Umständen sind als Co-Medikation eine antivirale Prophylaxe sowie eine Thromboseprophylaxe zu empfehlen. Eine Dosisreduktion bei Niereninsuffizienz ist nicht erforderlich.

## Pharmakologie

### Hintergrund
Als multiples Myelom wird eine maligne (bösartige) Erkrankung des Knochenmarks bezeichnet, eine Form des Non-Hodgkin-Lymphoms. Die Erkrankung ist nicht heilbar. Charakteristisch sind sich abwechselnde Phasen von Remission (Erholung) und Rezidiv (Rückfall). Aktivierte Osteoklasten bewirken Osteolyse (Schwund von Knochenmasse) mit Bruchanfälligkeit, Knochen- und Rückenschmerzen. Infolge der Knochenmarkinsuffizienz kommt es zu Anämien, Blutungen und Infektionen.
Weitere Informationen sind dem Hauptartikel Multiples Myelom zu entnehmen.

### Wirkmechanismus
Carfilzomib ist ein Hemmstoff von Proteasomen. Dabei handelt es sich um Proteinkomplexe, um genau zu sein um Multiprotease-Komplexe mit essentiellen Aufgaben im Zellstoffwechsel zur Wahrung der Homöostase. 26S-Proteasomen kommen ubiquitär in Säugetierzellen vor und bauen Ubiquitin-markierte Proteine ab.
Carfilzomib bindet selektiv und irreversibel im Threonin-enthaltenden aktiven Zentrum der 20S-Untereinheit des 26S-Proteasoms und hemmt somit das proteolytische Zentrum des Komplexes. Gegenüber anderen Proteasen ist keine oder geringe Aktivität bekannt. Beschädigte oder nicht weiter benötigte Proteine werden durch Proteasomen normalerweise abgebaut. Durch Carfilzomib ist dieser Vorgang blockiert und die entsprechenden Proteine reichern sich in betreffenden Zellen an. Hierdurch entstehen Störungen des Zellstoffwechsels, für die insbesondere Krebs- bzw. Myelomzellen empfindlich sind. Dies ist vermutlich darin begründet, dass diese Zellen bereits erhöhte Mengen anomaler Proteine enthalten. In der Folge kommt es zu einem Arrest (Stillstand) des Zellzyklus und zur Einleitung des Zelltods durch Apoptose. Weitere Effekte sind auf die Beeinflussung von Regulatorproteinen und Transkriptionsfaktoren zurückzuführen. Es kommt zur Hemmung von Angiogenese (Neubildung von Blutgefäßen) und Zell-Zell-Interaktionen, das Wachstum und die Metastasierung von entartetem Gewebe werden gehemmt.

### Pharmakokinetik
Carfilzomib wird intravenös als Infusion über zehn Minuten verabreicht. Das mittlere Verteilungsvolumen im Steady State bei einer Dosis von 20 mg/m3 lag bei 28 Litern. Carfilzomib wird vorwiegend in der Leber verstoffwechselt, insbesondere unter dem Einfluss von Peptidasen und durch Hydrolyse der Epoxidgruppe. Hinweise auf eine bedeutsame Rolle von Cytochrom P450-Enzymen liegen nicht vor. Die Metaboliten sind pharmakologisch nicht aktiv. Die Halbwertszeit liegt bei weniger als einer Stunde, die Ausscheidung von Carfilzomib und seinen Metaboliten erfolgt in erster Linie renal über den Harn. Carfilzomib ist ein Substrat des P-Glykoproteins.

## Unerwünschte Wirkungen
Die häufigsten Nebenwirkungen von Carfilzomib sind Anämien, Fatigue, Durchfall, Thrombozytopenie, Übelkeit, Pyrexie, Atembeschwerden (Dyspnoe), Atemwegsinfektionen und periphere Ödeme. Ödeme und Dyspnoe werden auf kardiale Nebenwirkungen zurückgeführt und werden bei 20 % der mit Carfilzomib behandelten Patienten festgestellt.
Seltenere schwere Nebenwirkungen schließen mit ein:
- kardiale Toxizität (Nebenwirkungen am Herzen)
- Lungentoxizität (Schädigung der Lungen) mit pulmonaler Hypertonie, Dyspnoe
- Hypertonie (Bluthochdruck) inkl. hypertensiver Krisen
- akutes Nierenversagen
- Tumorlyse-Syndrom
- Lebertoxizität (Schädigung von Lebergewebe)
- thrombotische Mikroangiopathie, inkl. thrombotisch-thrombozytopenische Purpura und hämolytisch-urämischem Syndrom (TTP/HUS)

Die vollständigen Angaben zu den möglichen Nebenwirkungen sind der Arzneimittelfachinformation des Herstellers zu entnehmen.

## Toxikologie
Im in-vitro-Modell zeigt sich eine minimale Neurotoxizität. Im Falle einer akuten Überdosierung ist mit einem verstärkten Auftreten von Nebenwirkungen zu rechnen. Versehentliche Überdosierungen führten insbesondere zu Schüttelfrost, Hypotonie, Niereninsuffizienz, Thrombozytopenie und Lymphopenie. Im Falle akuter Vergiftungen durch Carfilzomib erfolgt eine symptomatische Therapie.